# Jeune femme
Pour le film, voir Jeune Femme (film).

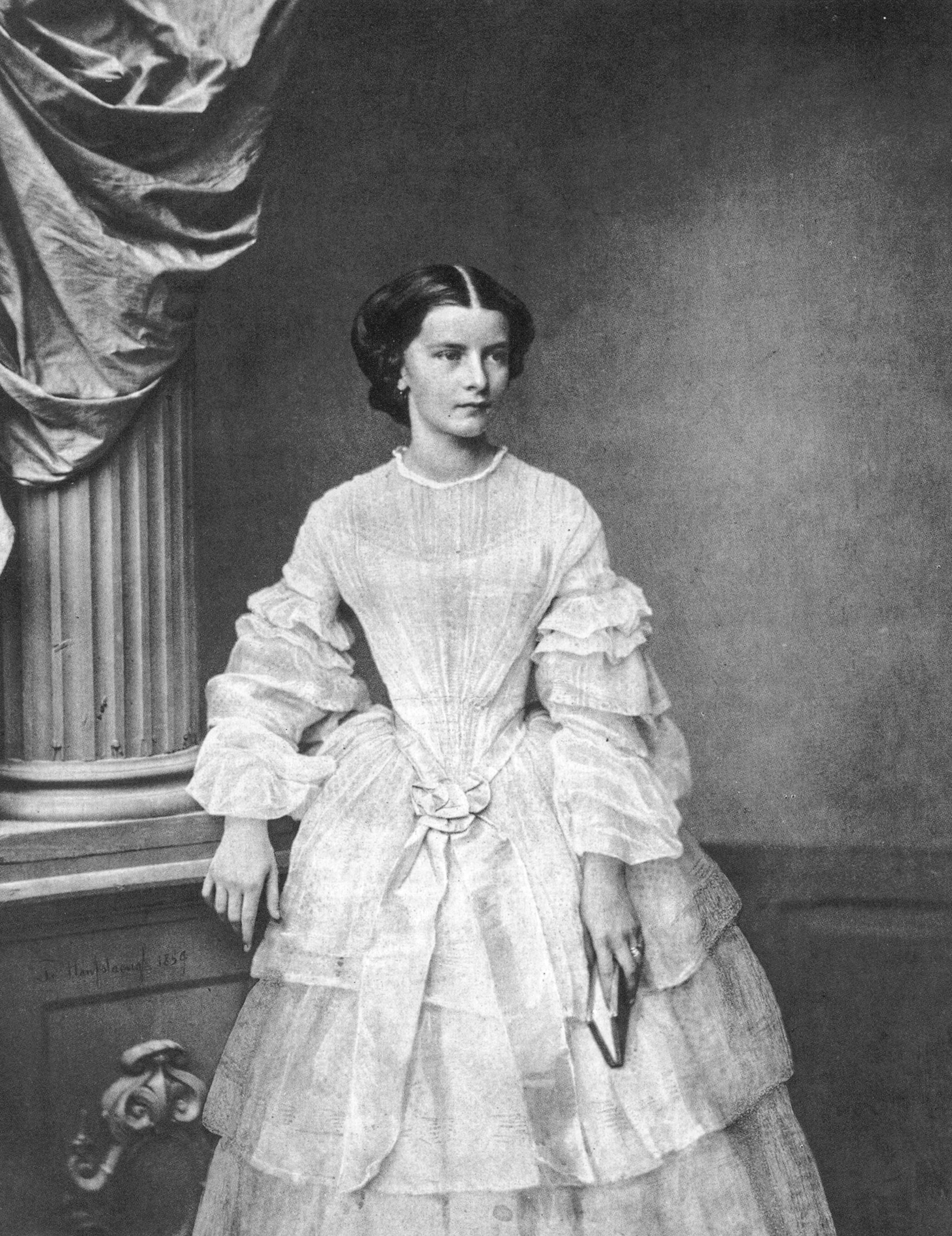
Élisabeth de Wittelsbach à vingt ans, en 1857.

Une jeune femme est une femme jeune adulte (après avoir été jeune fille).

## Dans la culture

### Tableaux
- Jeune Femme à l'aiguière
- Jeune Femme à la fourrure
- Jeune Femme à la pelisse blanche

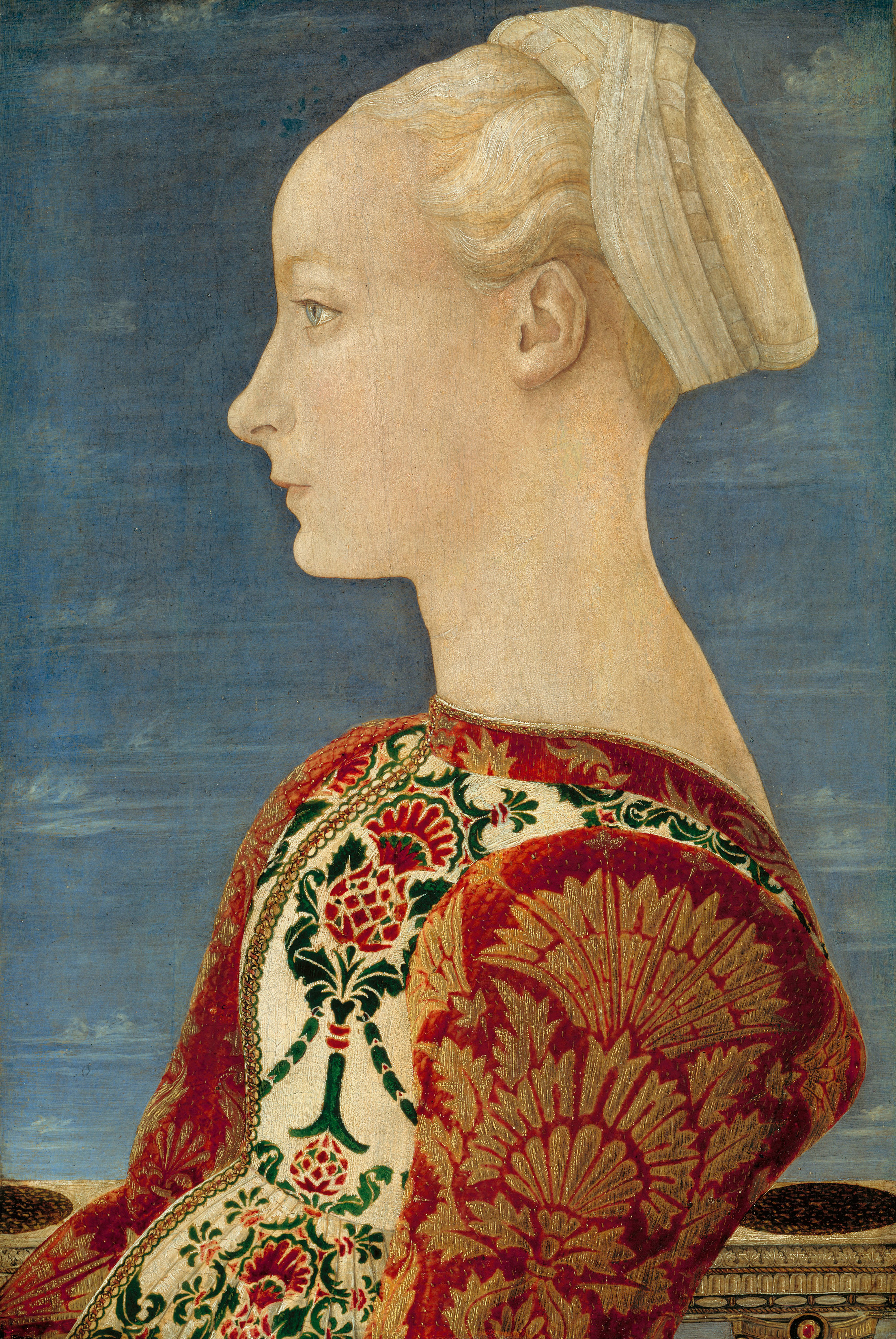
Antonio Pollaiuolo (présumé), Portrait d'une jeune femme de profil (1465).

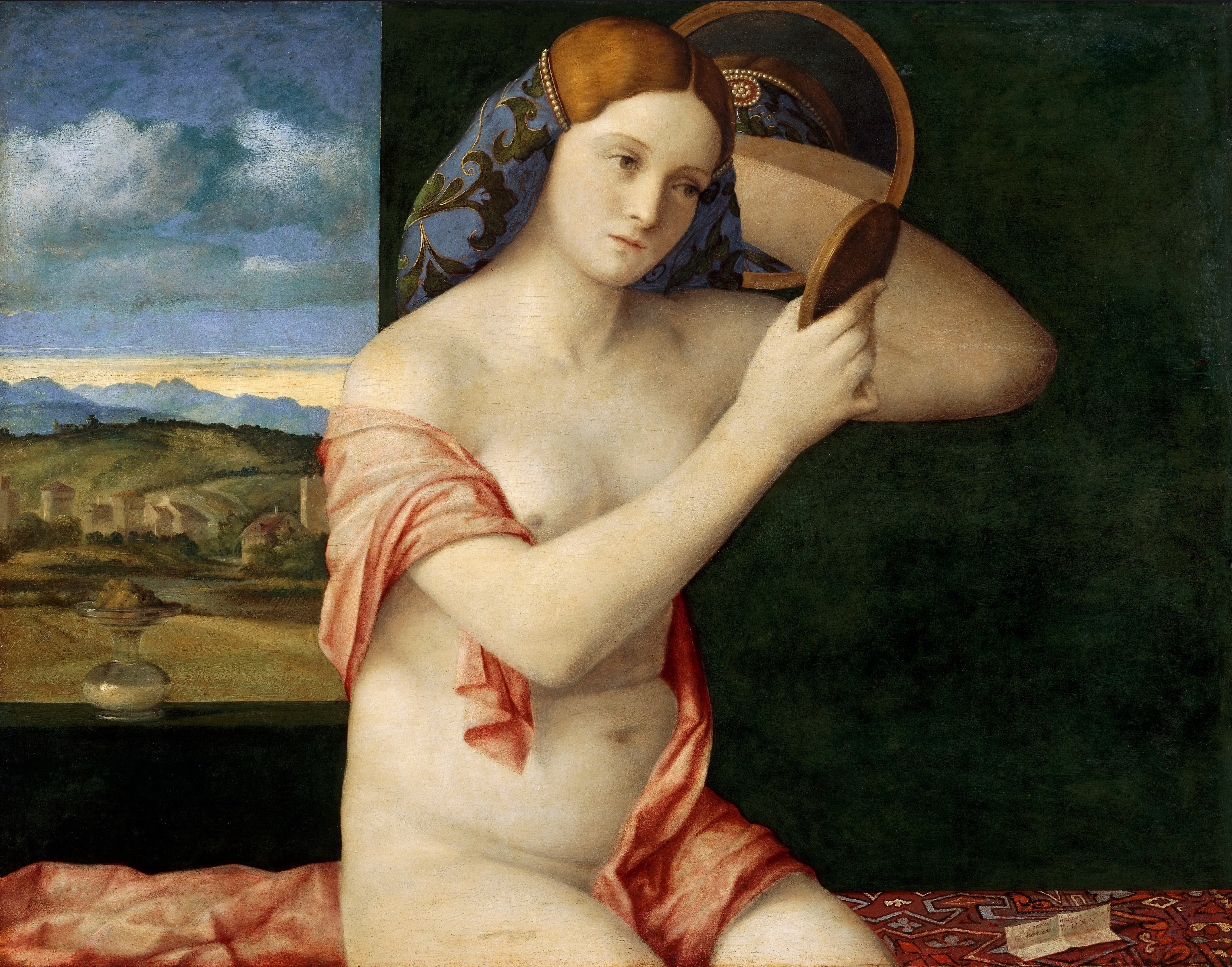
Giovanni Bellini, Jeune Femme nue au miroir (1515).

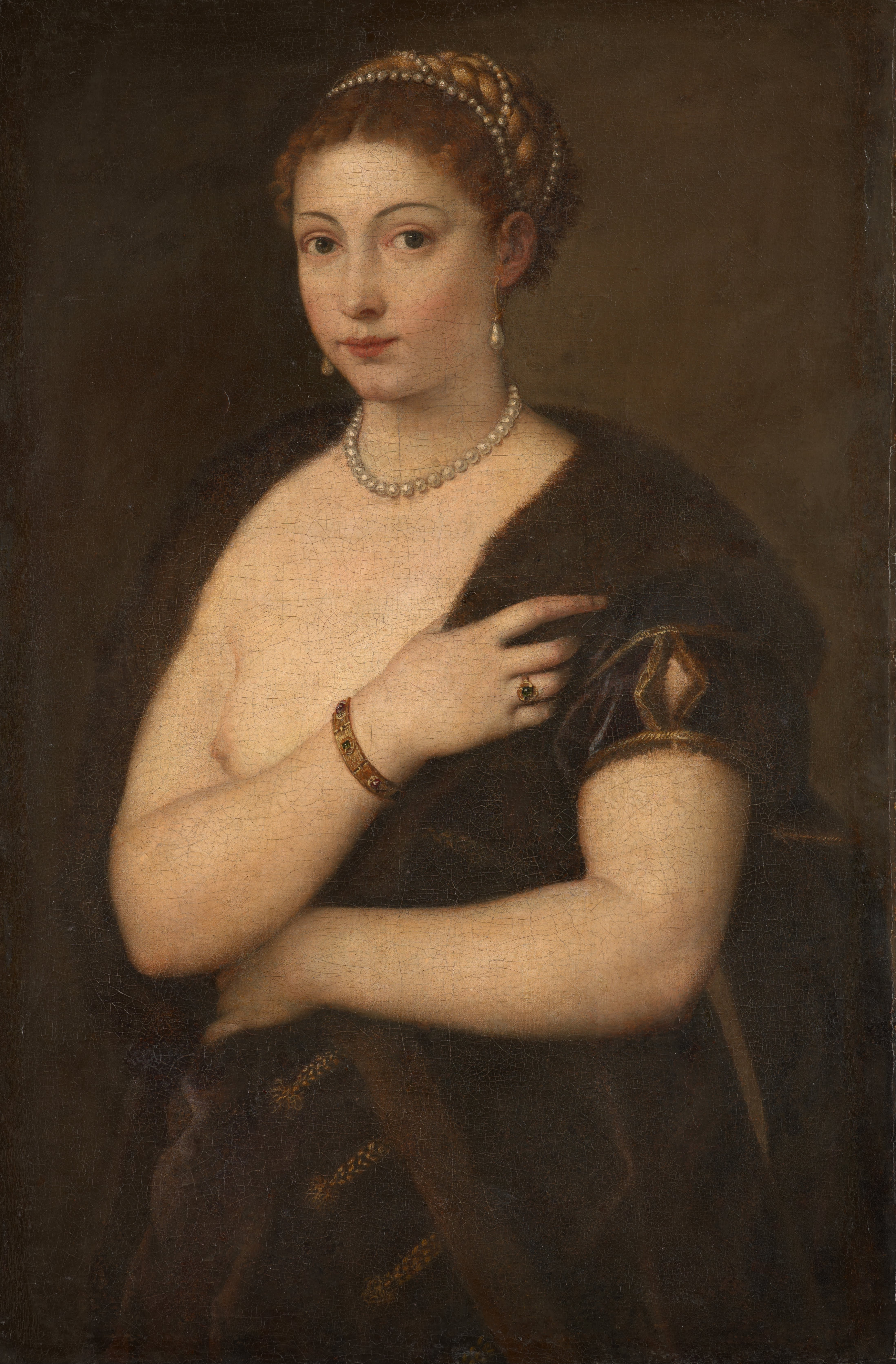
Titien, Jeune Femme à la fourrure (1536-8).

- Jeune femme à sa toilette ou Vanité
- Jeune Femme au capuchon
- Jeune Femme au lit
- Jeune Femme au miroir
- Jeune Femme aux pivoines
- Jeune Femme avec des chats
- Jeune Femme couchée en costume espagnol
- Jeune Femme écrivant une lettre
- Jeune Femme en blanc, fond rouge
- Jeune Femme en robe noire
- Jeune Femme en toilette de bal
- Jeune Femme et sa Servante
- Jeune Femme jouant du virginal
- Jeune Femme nue au miroir
- Jeune Femme se poudrant
- Jeune Femme sur son lit de mort
- La Jeune Femme à la jupe rouge
- Portrait d'une jeune femme, tableau de Domenico Ghirlandaio, peint vers 1490
- Portrait d'une jeune femme, tableau de Johannes Vermeer, peint entre 1665 et 1667
- Portrait d'une jeune femme à l'éventail
- Portrait d'une jeune femme de profil, tableau peint en 1465, généralement attribué à Antonio Pollaiuolo
- Portrait d'une jeune femme vénitienne, tableau d'Albrecht Dürer, peint en 1505
- Une jeune femme appuyée sur le bord d'une croisée

### Fresque

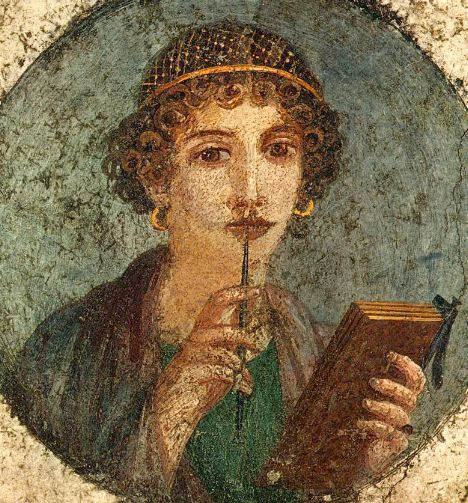
Portrait d'une jeune femme, dite Sappho.

- Portrait d'une jeune femme, dite Sappho

### Sculpture
- La Jeune Femme d'Amajac

### Dessin
- Une jeune femme de Berg-op-Zoom et une fille de Goes

### Films
- Jeune Femme, film de Léonor Serraille sorti en 2017
- La Jeune Femme à l'aiguille, film de Magnus von Horn sorti en 2024

### Romans
- Une jeune femme au mont Limon, roman de Marcelle Lagesse paru en 1993